# نیروی فضایی (نظامی)

یک افسر نظامی نیرو فضایی

نیروی فضایی (انگلیسی: Space force) شاخه‌ای نظامی از نیروهای مسلح یک کشور است، که عملیات نظامی را در فضای ماورای جو و جنگ فضایی انجام می‌دهد. در حال حاضر نخستین و تنها نیروی فضایی مستقل جهان، نیروی فضایی ایالات متحده است، که در ۲۰ دسامبر ۲۰۱۹ تأسیس شد. فدراسیون روسیه پیش‌تر نیروهای فضایی روسیه را به عنوان نیرویی مستقل از سال ۱۹۹۲ تا ۱۹۹۷ و از ۲۰۰۱ تا ۲۰۱۱ تشکیل داده بود، اما این مجموعه، به عنوان یک سازمان نظامی سازماندهی نشده بود.